# Генріх Розе
Генріх Розе (нім. Heinrich Rose; 6 серпня 1795, Берлін — 27 січня 1864, Берлін) — німецький мінералог і хімік-аналітик.

## Життєпис
Народився Берліні 6 серпня 1795 року у сім'ї Валентина Розе. Через три роки там народився інший син, Густав, який також став мінералогом.
Рано почав займатися природничими науками, спочатку під керівництвом свого батька, а згодом у Берлінському університеті. У 1819—1821 роках займався у Стокгольмі у Берцеліуса. У 1822 році став доцентом викладати хімію в Берлінському університеті. Після здобуття в Кільському університеті наукового ступеня доктора, з 1835 — ординарний професор Берлінського університету.
Розе відомий як засновник нової аналітичної хімії, а також багатьма роботами, опублікованими в «Анналах» Поггендорфа; вивчав вплив маси діючих речовин на перебіг хімічного перетворення. Йому належить відкриття в 1844 елемент ніобій: йому вдалося довести, що ніобієва і танталова кислоти — різні речовини; тантал був відомий, і він дав новому, схожому елементу ім'я ніобій, на честь Ніоби, дочки Тантала.
У грудні 1848 року, коли було засновано Німецьке геологічне товариство, Р. Розе був одним із 49 учасників установчих зборів.
Майже на всі європейські мови перекладено його твір «Ausführliches Lehrbuch der analytischen Chemie» (Брауншвейг, 1851).
В 1832 став членом Прусської академії наук. У 1835 був призначений іноземним членом Баварської академії наук. У 1843 він став членом-кореспондентом Французької академії наук, в 1849 був обраний в Американську академію мистецтв і наук. З 1856 — член-кореспондент Геттінгенської академії наук, з 1860 — членом Німецької академії наук Леопольдіна. Був кавалером ордену Pour le Mérite (цивільний клас)